# 永福寺塔
28°59′32″N 116°40′26″E / 28.99222°N 116.67389°E
永福寺塔位于中国江西省上饶市鄱阳县鄱阳镇土井巷，1957年及1987年先后两次被列为江西省文物保护单位，2013年被列为第七批全国重点文物保护单位。
永福寺塔建于北宋天圣二年（1024年），塔为仿木楼阁式砖塔，八角九级，高49米。塔身八面建有拱卷门，柱枋上设斗拱。